# The Lost Crowes
The Lost Crowes è una raccolta del gruppo musicale statunitense The Black Crowes, pubblicata dalla American Recordings nel 2006.

## Descrizione
La raccolta include materiale composto e registrato durante le sessioni degli album - mai pubblicati - Tall e Band, rispettivamente nel 1993 e 1997. Molte delle canzoni di Tall erano le prime versioni di tracce apparse in seguito nell'album Amorica del 1994, più una (Evil Eye) inserita in Three Snakes and One Charm nel 1996. Il progetto di Band è stato invece accantonato e sostituito dall'album By Your Side del 1999.

## Tracce
Testi e musiche di Chris Robinson e Rich Robinson.

### Disco 1:The Tall Sessions
1. A Conspiracy – 4:39
2. Evil Eye – 4:26
3. Cursed Diamond – 5:45
4. London P.25 – 3:33
5. Dirty Hair Halo – 4:51
6. Hi-Head Blues – 4:20
7. Feathers – 6:41
8. Nonfiction – 4:13
9. Tied Up and Swallowed – 4:19
10. Wiser Time – 6:17
11. Sunday Buttermilk Waltz – 2:30
12. Descending – 5:25
13. Lowdown – 4:51
14. Tornado – 2:41
15. Song of the Flesh – 3:44
16. Thunderstorm 6:54 – 4:03

### Disco 2:The Band Sessions
1. Paint an 8 – 3:05
2. Another Roadside Tragedy – 5:31
3. If It Ever Stops Raining – 4:45
4. Wyoming & Me – 4:15
5. Predictable – 3:14
6. Never Forget This Song – 3:43
7. Lifevest – 3:19
8. Grinnin' – 3:16
9. My Heart's Killing Me – 5:06
10. Peace Anyway – 4:01

## Formazione
- Chris Robinson – voce
- Rich Robinson – chitarra
- Marc Ford – chitarra
- Johnny Colt – basso
- Steve Gorman – batteria
- Eddie Harsch – tastiere